# كيلي برونو
كيلي برونو (بالإنجليزية: Kelly Bruno)‏ هي عداءة مراثونية أمريكية، ولدت في 23 مارس 1984 في درم في الولايات المتحدة.